# 梅若万三郎 (3世)
三世梅若万三郎（さんせい うめわか まんざぶろう、本名:梅若万紀夫、1941年（昭和16年）2月11日 - ）はシテ方観世流の能楽師で、重要無形文化財総合認定保持者である。観世流の職分家である梅若万三郎家（梅若家の分家）当主。

## 概説
1941年（昭和16年）に二世梅若万三郎の長男として生まれる。父に師事。1944年（昭和19年）に「老松」の仕舞で初舞台、1948年（昭和23年）に「合浦」で初シテ。三老女（姨捨・檜垣・関寺小町）完演など多くの舞台に出演、能楽界の第一線で活躍するとともに、1967年（昭和42年）の第一回「日本能楽団」（団長二世梅若万三郎）欧州公演に参加、1989年（平成元年）のベルギーにおけるユーロパリア日本祭や1991年（平成3年）の英国でのジャパン・フェスティバルで公演、1999年（平成11年）から2000年（平成12年）に開催されたドイツでの「ドイツにおける日本年」では1年を通して様々な能を紹介する。1997年（平成9年）の二世梅若万三郎七回忌追善能大阪公演『卒都婆小町 一度之次第』で3度目の大阪文化祭本賞を受賞。2001年（平成13年）に三世梅若万三郎を襲名。2016年（平成28年）に橘香会での能「朝長」における演技で、平成28年度文化庁芸術祭大賞を受賞。梅若紀長は長男、梅若久紀は次男で、共に能楽師である。

## 脚註